# Hipòtesi nebular

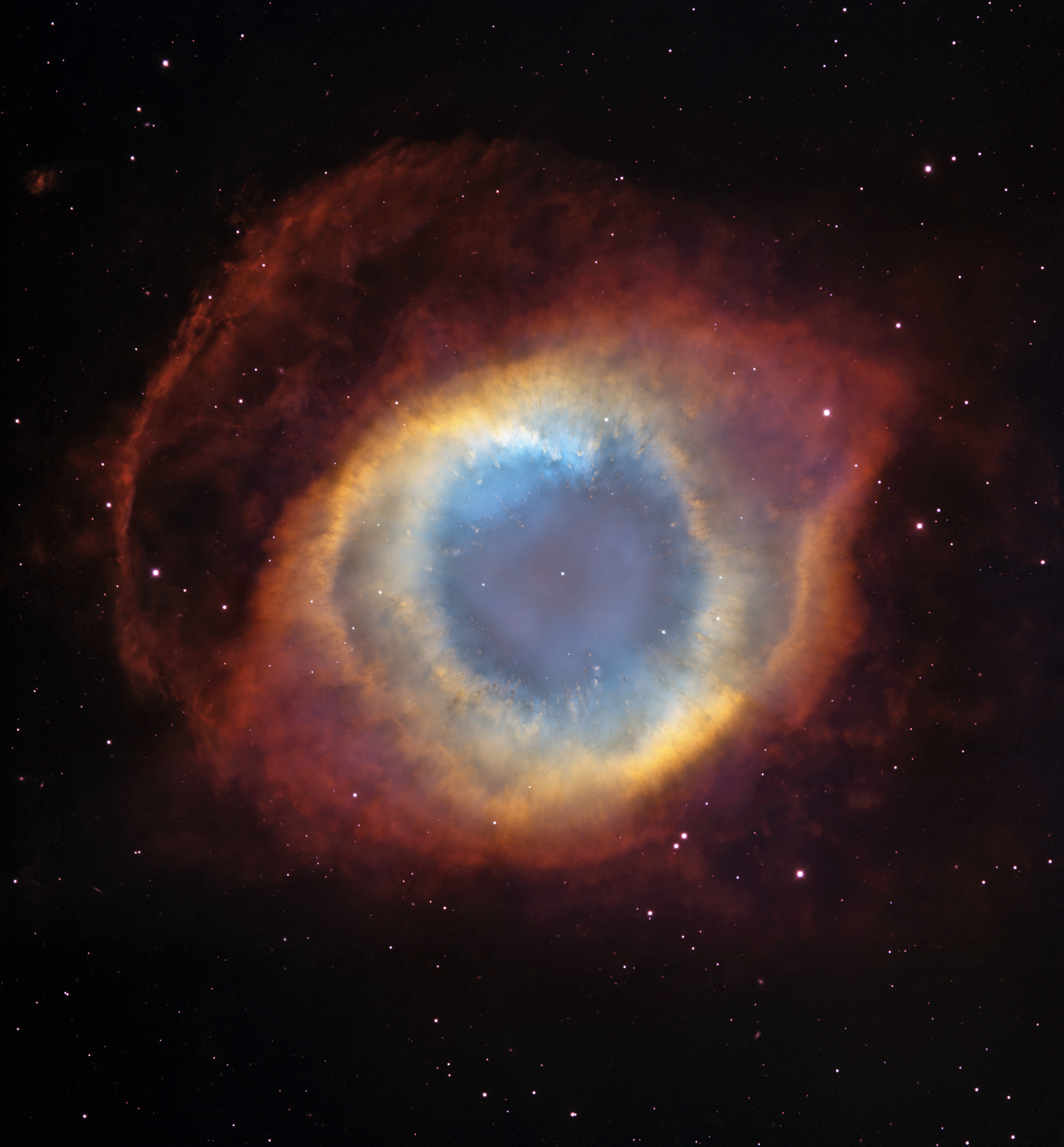
Nebulosa de l'Hèlix

La hipòtesi nebular és una hipòtesi sobre la formació dels sistemes planetaris que considera que tenen el seu origen en una nebulosa d'hidrogen i pols que girava a gran velocitat. Les forces gravitatòries feren que la matèria s'acumulés en certs punts formant el Sol i els planetes. Inicialment fou proposada pel filòsof alemany Immanuel Kant per explicar l'origen del sistema solar. Després fou ampliada pel científic francès Pierre-Simon Laplace. Actualment és plenament vigent.

## El sistema solar en elseglexviii
Al segle xviii la mecànica del científic anglès Isaac Newton (1642–1727) dominà la teoria astronòmica. La Bíblia ja no podia explicar l'origen del món com ho havia fet durant mil·lennis a partir de la seva creació per Déu. Però l'univers "no creat" de Newton no era més satisfactori des d'un punt de vista filosòfic. La Terra havia perdut la posició privilegiada que tenia en el model geocèntric d'Aristòtil i Claudi Ptolemeu, i no calia que fos el primer cos a formar-se. La ciència havia establert un nou ordre de creació: primer les estrelles, després el Sol i finalment la Terra.
Per altra hi havia una sèrie de característiques estructurals dels sistema solar que no admetien discussió:
1. Tots els planetes (se'n coneixien els sis més propers al Sol, fins a Saturn) orbiten el Sol movent-se en òrbites situades aproximadament dins un pla, el pla de l'eclíptica, que també passa per l'equador del Sol.
2. Tots els planetes giren en el mateix sentit de translació entorn del Sol, tots en sentit antihorari observats des de l'estel del Nord.
3. Tots els planetes tenen un moviment de rotació al seu eix en el mateix sentit que l'orbital. Llavors no se sabia que Venus girava en sentit contrari ni s'havia descobert Urà que té l'eix de rotació quasi perpendicular als dels altres.
4. Les òrbites dels planetes són quasi circulars i es troben separades per distàncies creixents a mesura que hom s'allunya del Sol, seguint la llei de Titus-Bode.
5. Els satèl·lits donen orbiten els seus respectius planetes seguint òrbites situades en el pla que passa per l'equador del planeta i en sentit antihorari, com el dels planetes al voltant del Sol. Posteriorment se'n descobriren excepcions.[1]

## Emanuel Swedenborg

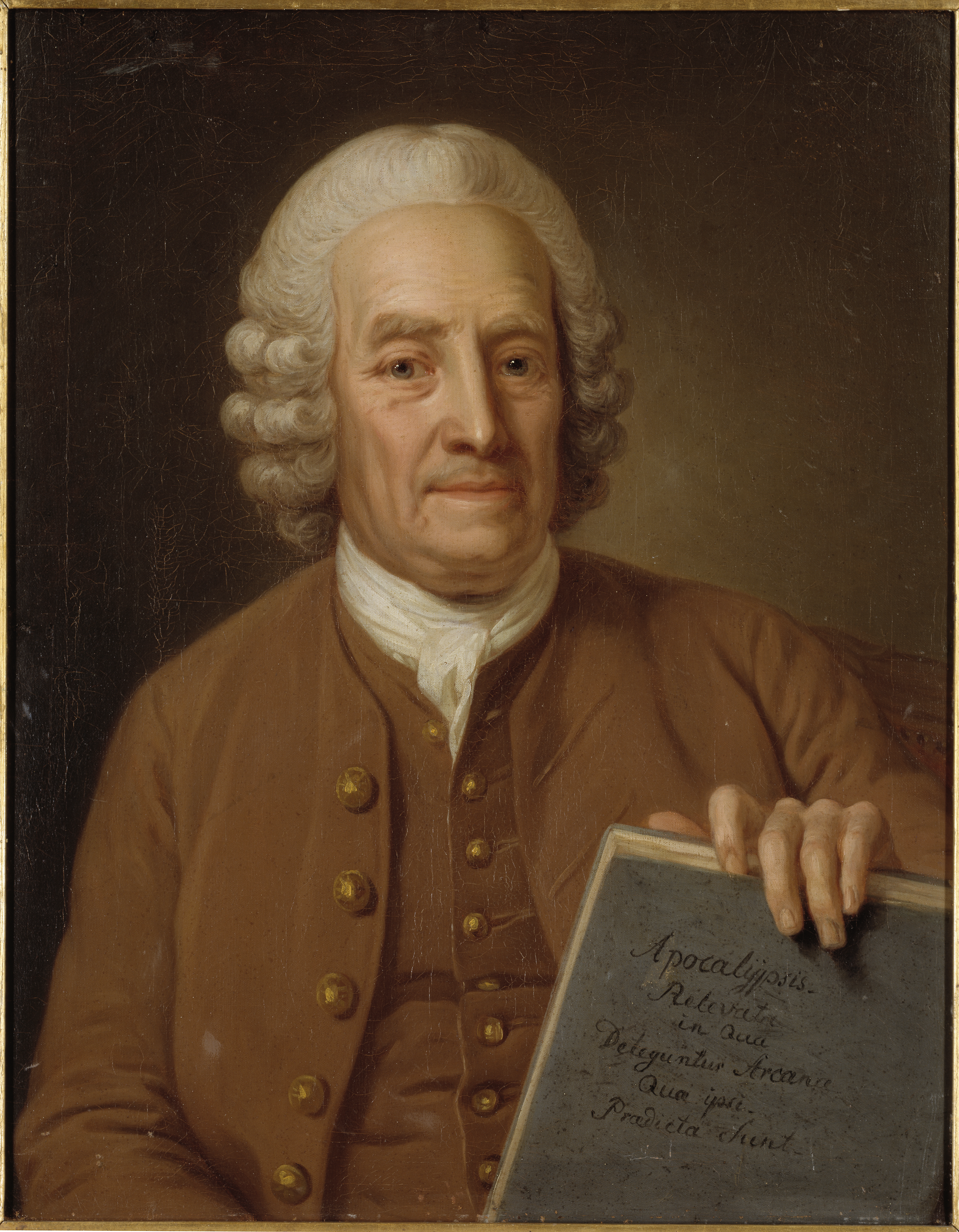
Emanuel Swedenborg

A mitjan segle xviii es començà a suposar que l'univers primerenc s'havia omplert amb algun fluid elemental, una substància primitiva de la qual havien sorgit progressivament els diversos cossos celestes, una idea que deriva en gran part del místic suec Emanuel Swedenborg (1688–1772). En el seu Prodromus Principiorum Rerum Naturalium (Sobre els principis de les coses naturals), publicat a Alemanya el 1734, Swedenborg plantejà la hipòtesi que els planetes, inclosa la Terra, havien format part del Sol i s'havien separat d'ell feia molt de temps; el sistema solar en el seu conjunt havia estat originalment una nebulosa i el Sol i els planetes només havien sorgit com a entitats separades després d'un llarg període d'evolució. Fou, per tant, Swedenborg qui postulà per primera vegada el que ara hom anomena la "hipòtesi nebular".

## Thomas Wright
El científic anglès Thomas Wright publicà la seva obra més important, An Original Theory o New Hypothesis of the Universe, el 1750 i cinc anys més tard completà la seva Arquitectura Universal (no publicada en vida). El seu objectiu no era res més que revelar el pla de Déu. L'astronomia ens mostra com és l'univers i determina la nostra posició dins d'ell, però només la religió, argumentà Wright, ens pot donar una imatge real de la mateixa Creació. Volia unificar el que veiem a través d'un telescopi i el que sabem del món diví de la Santíssima Trinitat. Per tant, l'univers ha de comprendre una regió central (el regne del cel), una esfera que l'envolta, amb el Sol i totes les estrelles amb els seus planetes i éssers vius, i una zona exterior nebulosa (regne de l'infern). Malgrat la seva intenció de conciliar ciència i religió, l'obra de Wright influí en racionalistes com Herschel, Laplace i Kant.

## Immanuel Kant

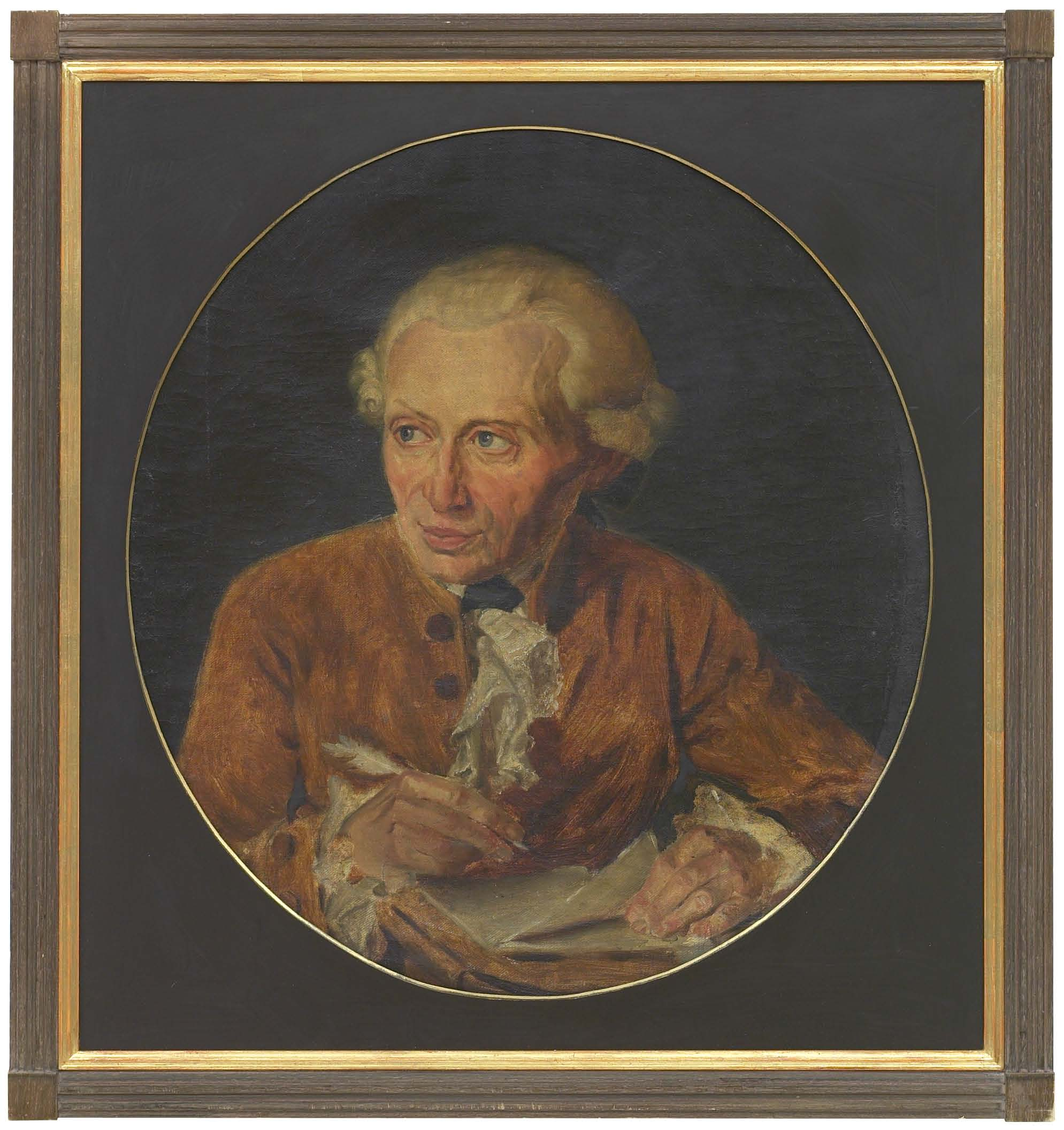
Inmanuel Kant

En Allgemeine Naturgeschichte und Theorie des Himmels (Història general de la naturalesa i teoria del cel) del 1755, el filòsof alemany Immanuel Kant (1724–1804) expressà una sèrie d'idees originals sobre cosmologia. Kant aplicà els principis de la física d'Isaac Newton (1642–1727) a la hipòtesi nebular, donant-li una consistència que prèviament li havia faltat. Tanmateix la cosmologia kantiana és qualitativa, ja que no donà cap fórmula ni enuncià cap llei que permetés realitzar càlculs o comprovacions.
Pel que fa a la formació del sistema solar, Kant tenia una visió grandiosa d'una època primordial quan l'espai infinit estava ple de matèria, a partir de la qual es formaren els planetes i el Sol. Considerà que l'estat dinàmic d'aquell caos primordial era inestable, per això sota l'acció de les forces de la Natura, les partícules de major densitat atragueren les més lleugeres, provocant el moviment en si. Aquest procés portà la matèria a formar un disc aplanat d'aspecte lenticular, d'on es formaren en successives contraccions el Sol i els planetes. Els satèl·lits planetaris també seguiren aquest procés de formació, sent el producte de l'atracció gravitacional dels planetes que els posseeixen, que en tenir una massa més petita, només exercien la seva influència en una àrea del sistema més petit.
La distribució espacial observada dels planetes els explicà en termes de diferències de densitat de les partícules primàries que formaven la nebulosa que els donà lloc, ja que digué que per l'acció de la força gravitatòria causada pel Sol, la més pesada caigueren més a prop del Sol, el que provocà que els planetes interiors tinguessin densitats superiors als exteriors. Segons Kant, les òrbites el·líptiques que descriuen els planetes envoltant del Sol resulten de l'acció combinada i permanent de dues forces: la força centrífuga i la força d'atracció gravitatòria. Aquest moviment sorgeix quan aquestes dues forces que actuen sobre dos cossos són iguals, i després un d'ells, seguint la trajectòria de menor resistència, comença a orbitar al voltant de l'altre.
Kant afirmà que el Sol no es limita en exercir la seva acció gravitatòria en la petita regió de l'espai ocupada pel sistema planetari; s'estén sobre distàncies infinites. Per donar suport a la seva afirmació digué que els cometes que venen de més enllà l'òrbita de Saturn, el planeta més allunyat conegut en aquell temps, es veuen obligats a tornar a la proximitat al Sol a causa de l'atracció gravitatòria que exerceix sobre aquestes les seves masses. També considerà que aquest procés que donà lloc al sistema solar, com a conseqüència de les lleis físiques de validesa universal, hauria d'haver tingut lloc en tot el cosmos. Afirmà que totes les estrelles fixes que s'observen, són sols i punts centrals de sistemes solars similars al nostre.

## Pierre-Simon Laplace

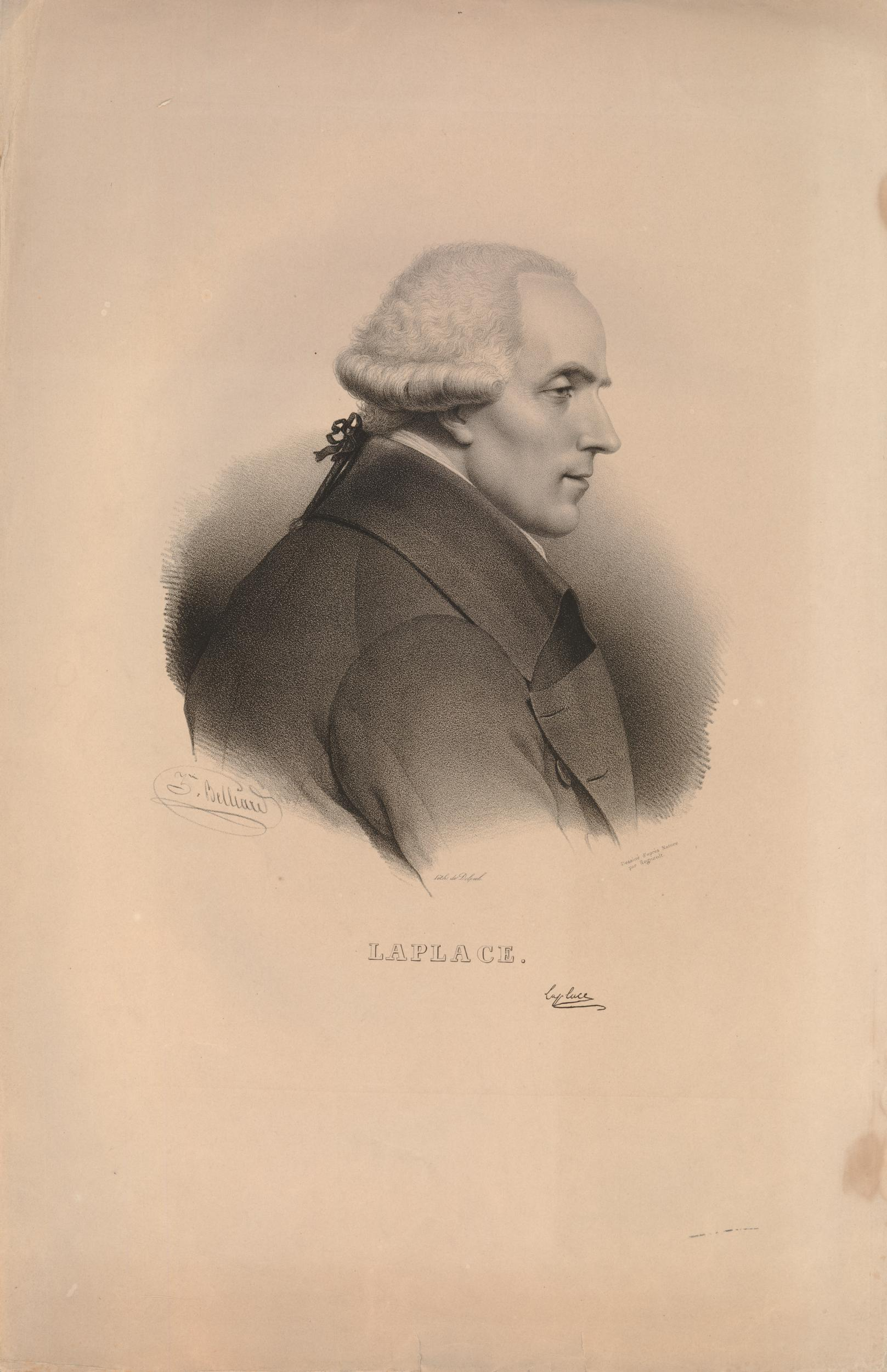
Pierre-Simon de Laplace

El matemàtic i astrònom francès, Pierre-Simon Laplace (1749–1827), defensà la hipòtesi nebular amb més força que Kant, recolzant-la en raonaments matemàtics així com amb la mecànica celeste. Demostrà que el nostre sistema solar i altres sistemes planetaris i lunars eren el resultat de masses nebuloses que actuaven d'acord amb les lleis naturals, així com els moviments d'aquests planetes i llunes i les seves mides i distàncies relatives entre si. Laplace derivà el seu concepte de "nebulosa primitiva" a partir de les observacions d'astrònoms com el francès Charles Messier i l'anglès William Herschel, que havien utilitzat els últims telescopis per catalogar centenars de cossos nebulosos. Algunes d'aquestes semblaven consistir no en masses d'estrelles sinó en núvols de matèria opaca, que Laplace conclogué que han de condensar-se en estrelles.

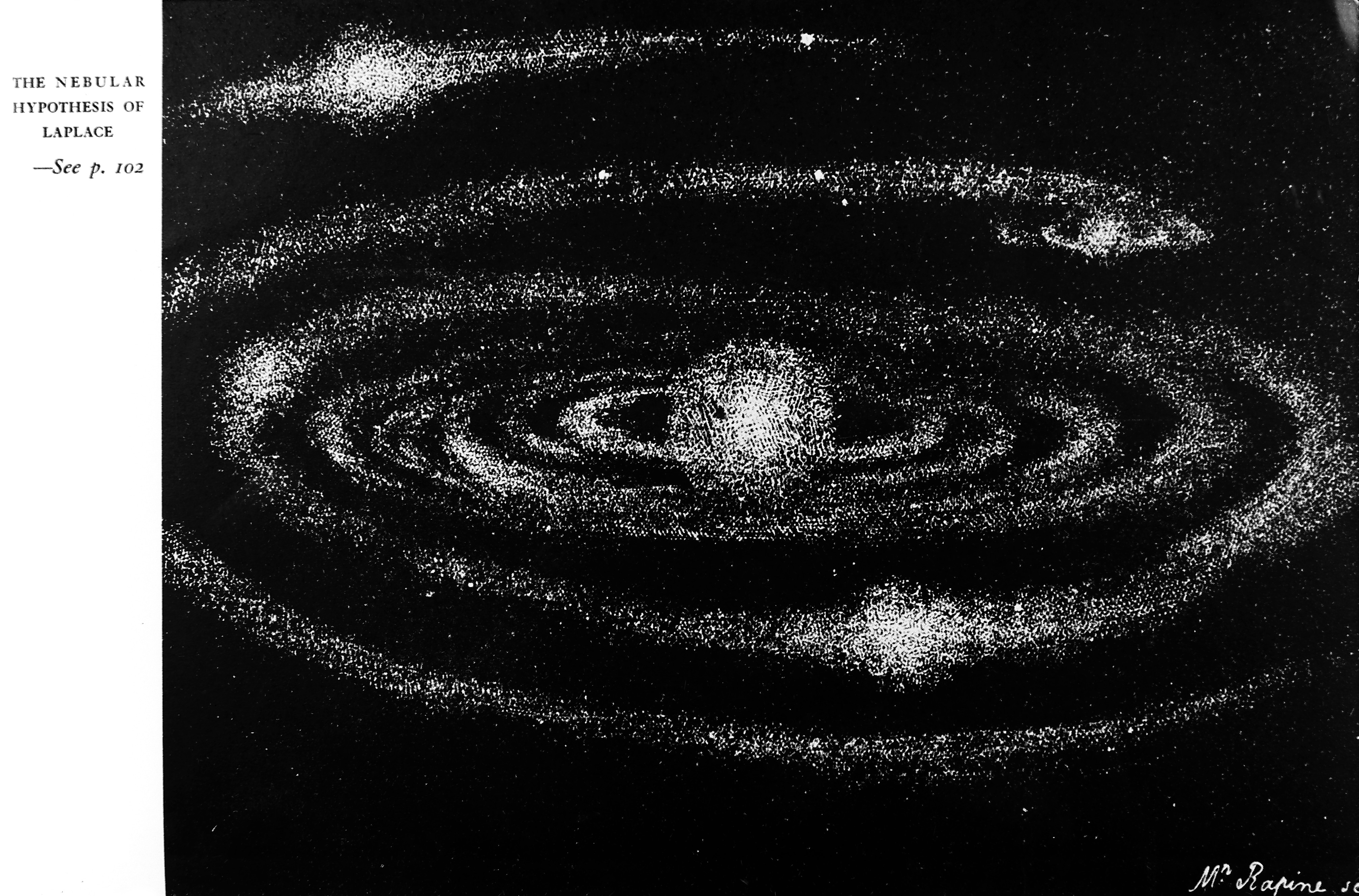
Nebulosa de Laplace

Laplace realitzà la hipòtesi més sensacional del segle: que el sistema solar s'havia originat a partir d'una nebulositat primitiva, un disc pla de matèria que girava lentament, que s'havia fusionat en grumolls a mesura que es contreia i es refredava. En contreure's s'incrementava la velocitat de rotació degut al principi de conservació del moment angular {\textstyle {\vec {L}}={\vec {r}}\times m{\vec {v}}}. Com que el moment angular és el producte vectorial de la distància per la quantitat de moviment (massa per velocitat), en disminuir un terme ha d'augmentar l'altre. D'aquesta manera s'assolia una velocitat prou elevada per projectar anells de matèria des de l'equador. Això provocava la reducció de la velocitat de la nebulosa. Però la velocitat tornava créixer degut a la contracció, que seguia, i s'assolia novament una velocitat per llançar un nou anell de matèria, i així successivament. Els anells s'anaven condensant lentament per formar els planetes, els quals també llançaven anells que en condensar-se formaven els satèl·lits.
Els anells de Saturn, segons Laplace, eren anells que havien sortit de Saturn i no havien aconseguit formar cap satèl·lit. També eren restes d'un anell solar els asteroides, que si s'haguessin pogut agrupar formarien un planeta entre Mart i Júpiter com indicava la llei de Titus-Bode.

## Proves

### Proves a favor

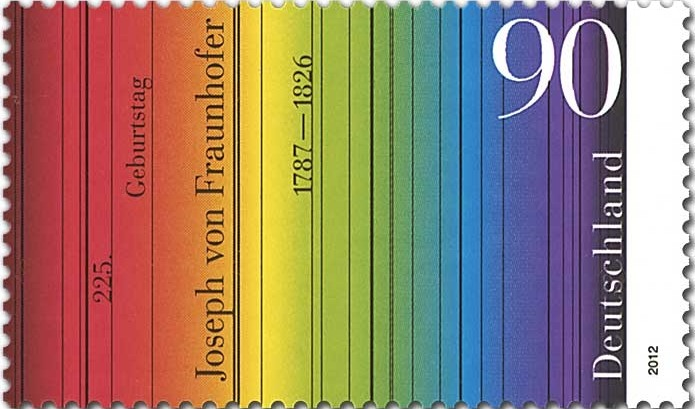
Línies de Fraunhofer en un segell alemany

El 1814 el físic alemany Joseph von Fraunhofer (1787–1826) descobrí que l'espectre d'un gas calent estava trencat per línies fosques (ara conegudes com a línies de Fraunhofer), causades per elements químics en el gas. Durant la dècada de 1860 astrònoms com Angelo Secchi (1818–1878) a Itàlia i William Huggins (1824–1910) a Anglaterra dugueren a terme estudis sistemàtics dels espectres estel·lars, fundant així la disciplina de l'astroquímica. Igual que per als espectres d'objectes terrestres, els d'objectes celestes revelen no només la presència d'elements químics, sinó també si l'objecte és sòlid o gasós. Per tant, es demostrà que moltes nebuloses eren enormes núvols de gas: cap telescopi, per molt poderós que fos, mai els mostraria que consistissin en estrelles. Alguns d'ells fins i tot tenien un punt central brillant, indicant que una estrella estava en procés de formació.
La publicació a finals del segle xix d'observacions de l'astrònom irlandès William Parsons (1800–1867) i del danès Heinrich Louis d'Arrest (1822–1875), acompanyada de dibuixos detallats de nebuloses, confirmaren la teoria de Laplace i s'establí la hipòtesi nebular com a part de la cosmogonia acceptada. També resultà ser una contribució important a la física, ja que explicava una sèrie dels processos de formació d'estrelles en termes de termodinàmica.

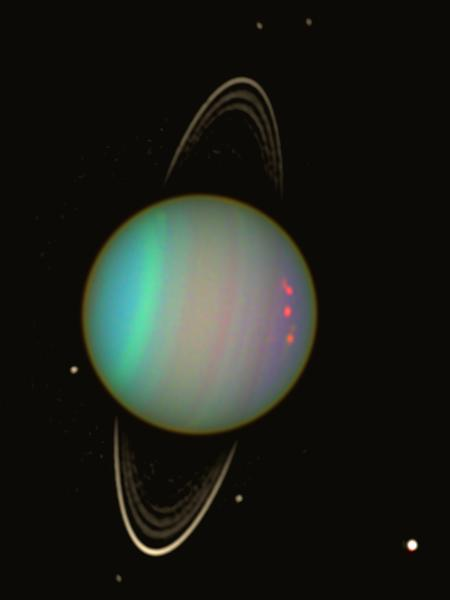
Urà té el seu eix de rotació quasi paral·lel a l'eclíptica

### Proves en contra

#### Moviments retrògrades
Les primeres falles en la hipòtesi nebular sorgiren quan l'astrònom nord-americà Simon Newcomb (1835–1909), a mitjan segle xix, observà el sentit retrògrad del moviment dels satèl·lits d'Urà; posteriorment, el francès François Félix Tisserand (1845–1896), descobrí que el mateix fenomen ocorria amb un dels satèl·lits de Neptú, Tritó. Després també s'observà en satèl·lits de Júpiter i de Saturn. Les idees de Laplace no podien explicar aquests fenòmens ja que considerava com a premissa primordial la universalitat del sentit directe. També es descobrí que els anells de Saturn no eren continus, sinó composts per roques de petites dimensions i que les seves parts internes giraven a major velocitat que la del mateix planeta; i Fobos, satèl·lit de Mart, també es mou a la seva òrbita més ràpidament que la velocitat de rotació de Mart.

#### Els anells no poden formar cossos massius

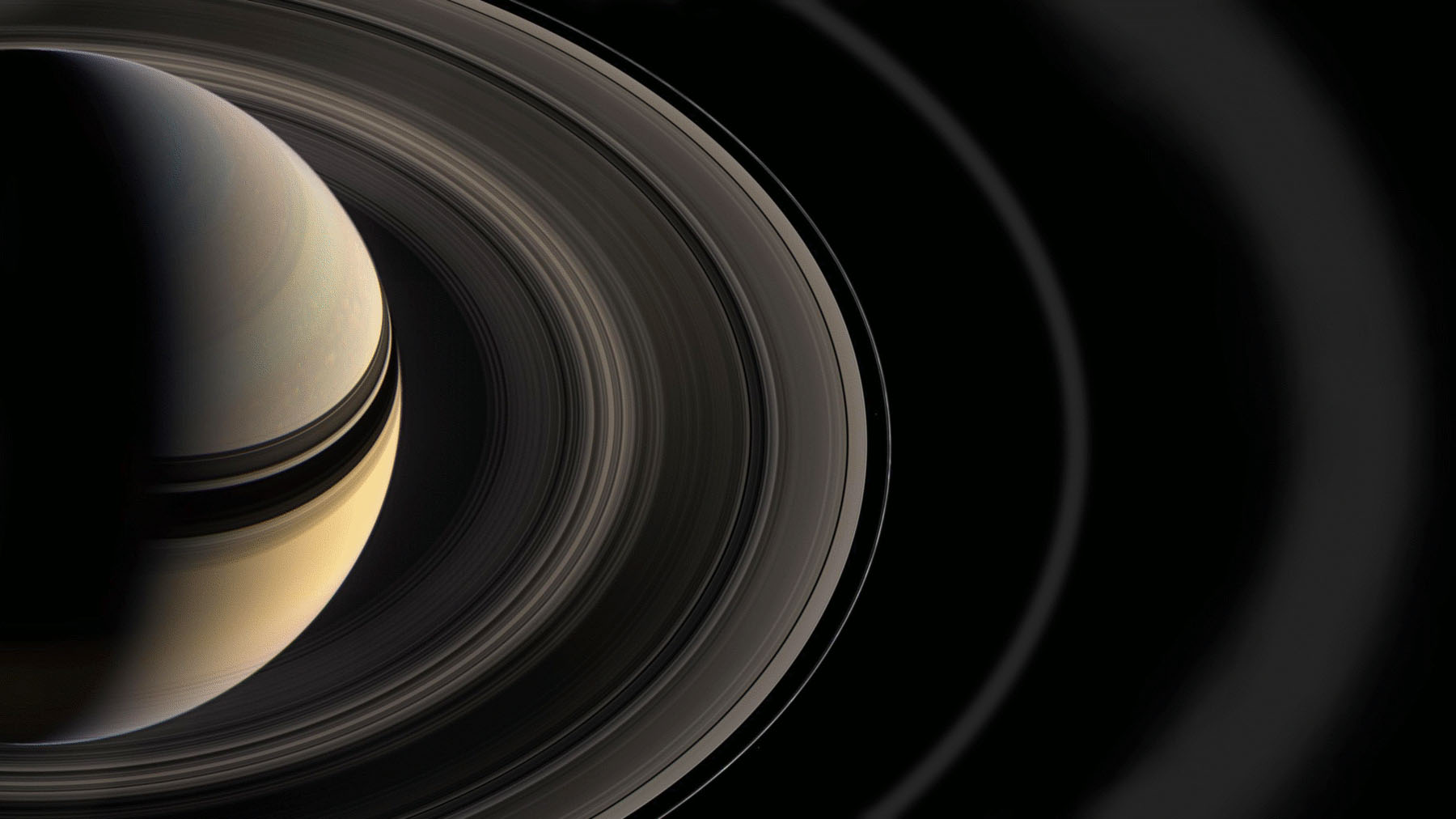
Anells de Saturn

El 1859, el científic escocès James Clerk Maxwell (1831–1879), analitzà matemàticament els anells de Saturn i arribà a la conclusió de que un anell de matèria gasosa llançat per qualsevulla cos podria condensar-se només en forma de petites partícules, que formarien anells de partícules, però mai aconseguirien agrupar-se en un cos com un satèl·lit. La causa d'aquest fet és que les forces gravitacionals esquerdarien l'anell abans de completar la condensació.

#### Conservació del moment angular
Els planetes que constitueixen només el 0,1 % de la massa del sistema solar contenen el 98 % del seu moment angular {\textstyle {\vec {L}}={\vec {r}}\times m{\vec {v}}}. Per la qual cosa el Sol, que conté el 99,9 % de la massa del sistema solar, només té una petita part del moment angular, 2 %, de la nebulosa original, cosa que sembla improbable ja que el Sol conté quasi tota la massa del sistema solar i manté un moviment de rotació. Si hom analitza els sistemes de satèl·lits de Júpiter i Saturn comprova que el planeta té la major part del moment angular i la formació dels satèl·lits és semblant a la dels planetes. Per tant, l'explicació falla.

## Millores de la teoria

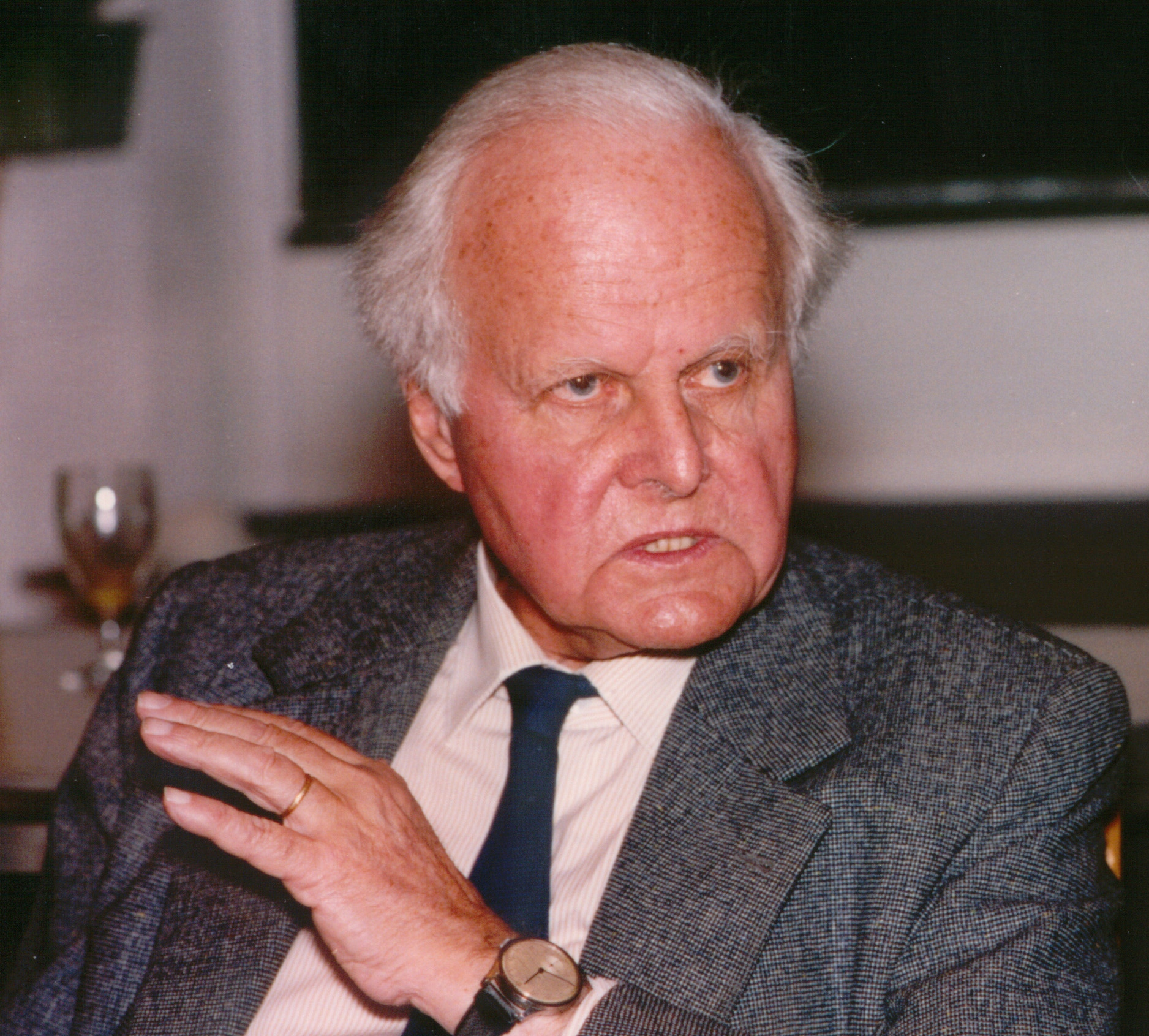
Carl Friedrich von Weizsäcker el 1993

En 1943, l'astrònom alemany Carl Friedrich von Weizsäcker (1912–2007) dugué a terme una detinguda anàlisi de idea que en formar-se una galàxia es produirien enormes remolins de matèria, cadascun dels quals podria formar un sistema planetari. Va calcular que en els remolins majors hi hauria la matèria suficient com per a formar galàxies. Durant la turbulenta contracció de cada remolí es generarien remolins menors, cadascun d'ells prou gran com per a originar un sistema solar (amb un o més sols). En els límits del nostre remolí solar, aquests remolins menors podrien generar els planetes. Això ocorreria en els punts de fricció en què es trobaven els remolins menors, que es mourien els uns contra els altres com a rodes engranades; en tals llocs, les partícules de pols xocarien i s'unirien. Com a resultat d'aquestes col·lisions, podrien formar-se, primer, els planetesimals, i, posteriorment, els planetes. La teoria de Weizsäcker no resolgué per si sola els interrogants sobre el moment angular dels planetes, ni aportà més aclariments que la versió, molt més simple, de Laplace.
L'astrofísic suec Hannes Alfvén (1908–1995) inclogué en els seus càlculs el camp magnètic del Sol. Quan el jove Sol girava ràpidament, el seu camp magnètic actuava com un fre moderador d'aquest moviment, i llavors es transmetria als planetes el moment angular.
Prenent com a base aquest concepte, l'astrofísic britànic Fred Hoyle (1915–2001) elaborà la teoria de Weizsäcker de tal forma que aquesta, una vegada modificada per a incloure les forces magnètiques i gravitatòries continua sent, pel que sembla, la que millor explica l'origen del sistema solar.